# Передовое (Калининградская область)
Передовое — поселок в Правдинском районе Калининградской области.

## География
Находится в южной части Калининградской области на расстоянии приблизительно 1 км на запад-юго-запад по прямой от административного центра района города Правдинск.

## История
Населенный пункт назывался Постенен до 1950 года. В составе Правдинского района с 2006 по 2015 год входил в Правдинское городское поселение.

## Население
Численность населения: 49 человек (русские 68 %) в 2002 году, 32 в 2010.